# Асоціація французьких кінооператорів
Асоціація французьких кінооператорів (фр. Association française des directrices et directeurs de la photographie cinématographique, AFC) — професійна організація французьких кінооператорів. Була заснована в 1990 році Анрі Альканом, Раулем Кутаром, Ален Деробом П'єром-Вільямом Гленном і Жоржем Струве, до яких незабаром приєдналися Едуардо Серра, Робер Алазракі та П'єр Ломм.
Станом на 2017 рік AFC налічувала майже 140 членів.
Асоціація французьких кінооператорів підтримується французьким Національним центром кінематографії, вона стала співзасновником IMAGO — Європейської федерації кінооператорів.
Офіс AFC знаходиться на вулиці Рю Франкер, 8 у 18-му окрузі Парижа, поруч з кіношколою La Fémis.
Асоціація видає часопис «Люм'єри» (фр. Lumières).